# Адамс (округ, Северная Дакота)
Округ Адамс (англ. Adams County) — округ в центральной части штата Северная Дакота в США. Население — 2593 человека (перепись 2000 года). Административный центр — Хеттинджер. Общая площадь территории округа — 2561 км² (из них 99,9 % занимает суша).
Округ был назван в честь Джон Куинси Адамса (1848—1919), служащего железной дороги и дальнего родственника 2-го и 6-го президентов США (Джона Адамса и Джона Куинси Адамса).

## Города
- Бьюсайрес (англ. Bucyrus)
- Хейнс (англ. Haynes)
- Хеттинджер (англ. Hettinger)
- Ридер (англ. Reeder)